# Eagle (Nebraska)
Eagle è un villaggio degli Stati Uniti d'America della contea di Cass nello Stato del Nebraska. La popolazione era di 1,024 persone al censimento del 2010.

## Storia
Eagle è stata intrecciata nel 1886 quando la Missouri Pacific Railroad è stata estesa fino a quel punto. La comunità prende probabilmente il nome da alcune aquile osservate dai primi coloni.

## Geografia fisica
Eagle è situata a 40°48′58″N 96°25′52″W (40.816129, -96.431195).
Secondo lo United States Census Bureau, ha un'area totale di 0,35 miglia quadrate (0,91 km²).

## Società

### Evoluzione demografica
Secondo il censimento del 2010, c'erano 1,024 persone.

### Etnie e minoranze straniere
Secondo il censimento del 2010, la composizione etnica del villaggio era formata dal 98,2% di bianchi, lo 0,2% di afroamericani, lo 0,1% di nativi americani, lo 0,3% di asiatici, lo 0,1% di altre razze, e l'1,1% di due o più etnie. Ispanici o latinos di qualunque razza erano l'1,9% della popolazione.